# Zámek Brežice

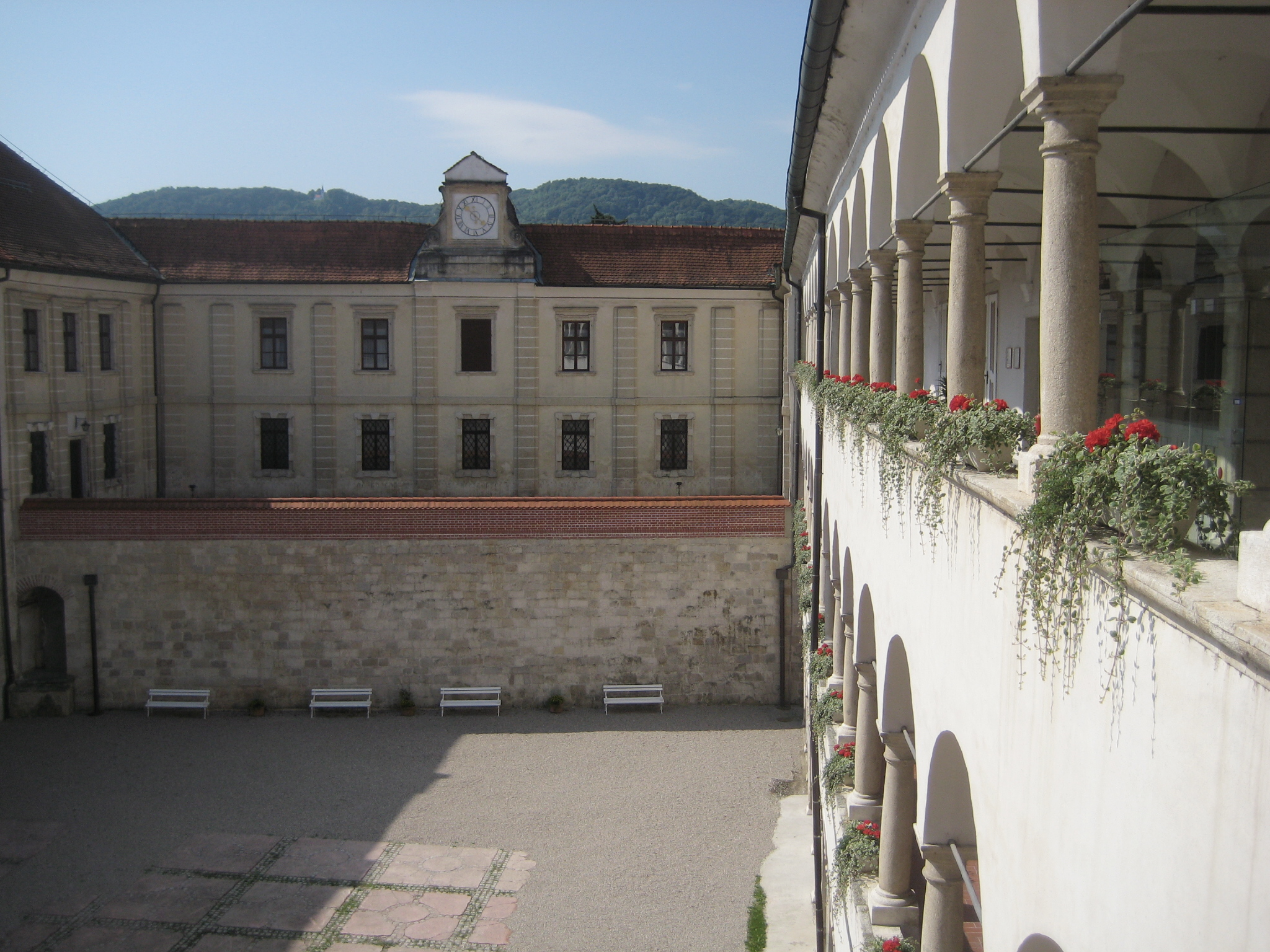
Vnitřní nádvoří

Zámek Brežice (slovinsky: Grad Brežice, německy: Schloss Rann) je zámek ze 16. století ve městě Brežice na jihovýchodě Slovinska, na adrese Cesta prvih borcev 1.
Stejně jako název města pochází název zámku z diminutivního plurálu slovinského slova breg („říční břeh“), což odkazuje na blízké řeky Sávu a Krku.

## Historie

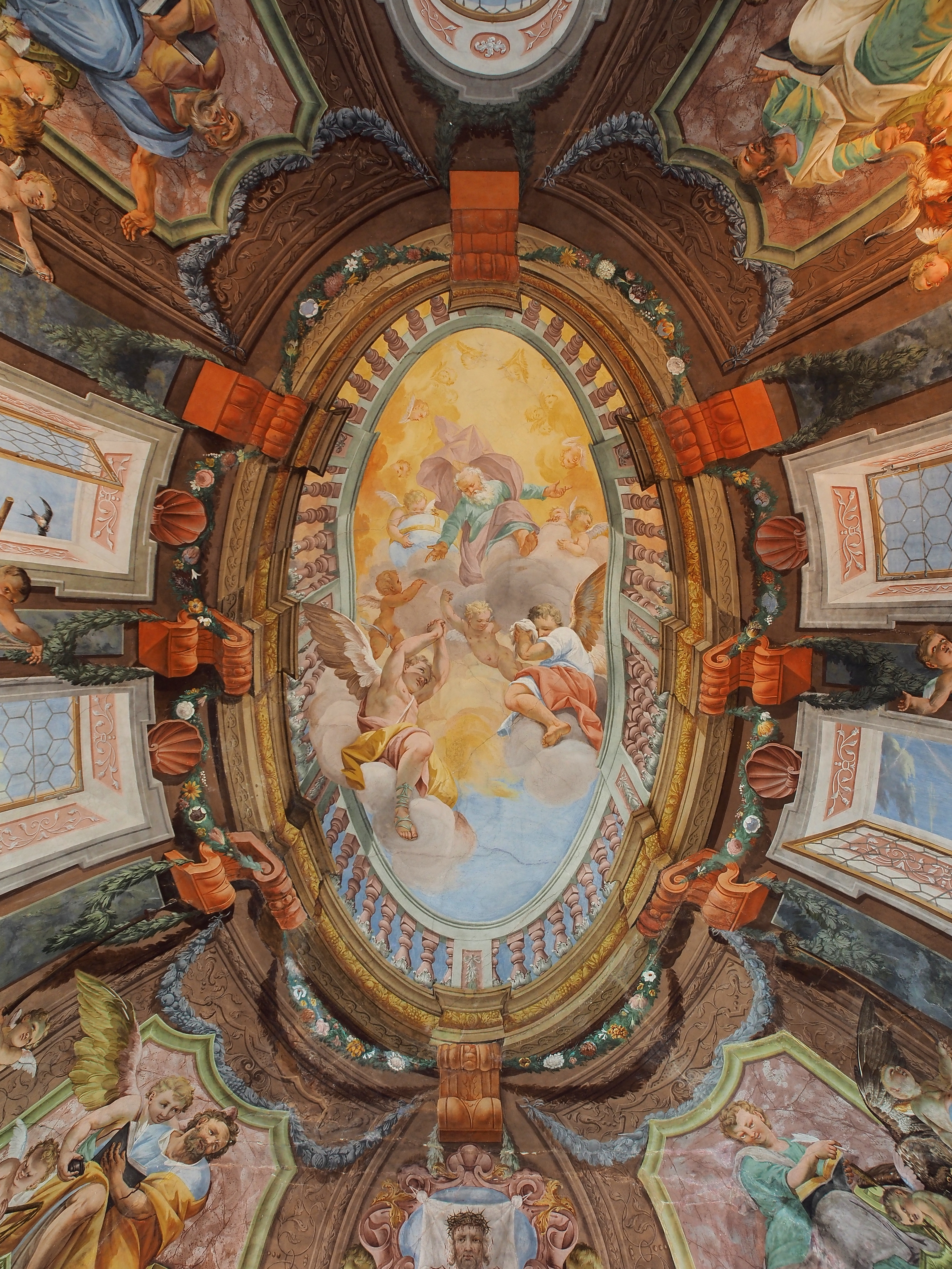
Stropní fresky v kapli

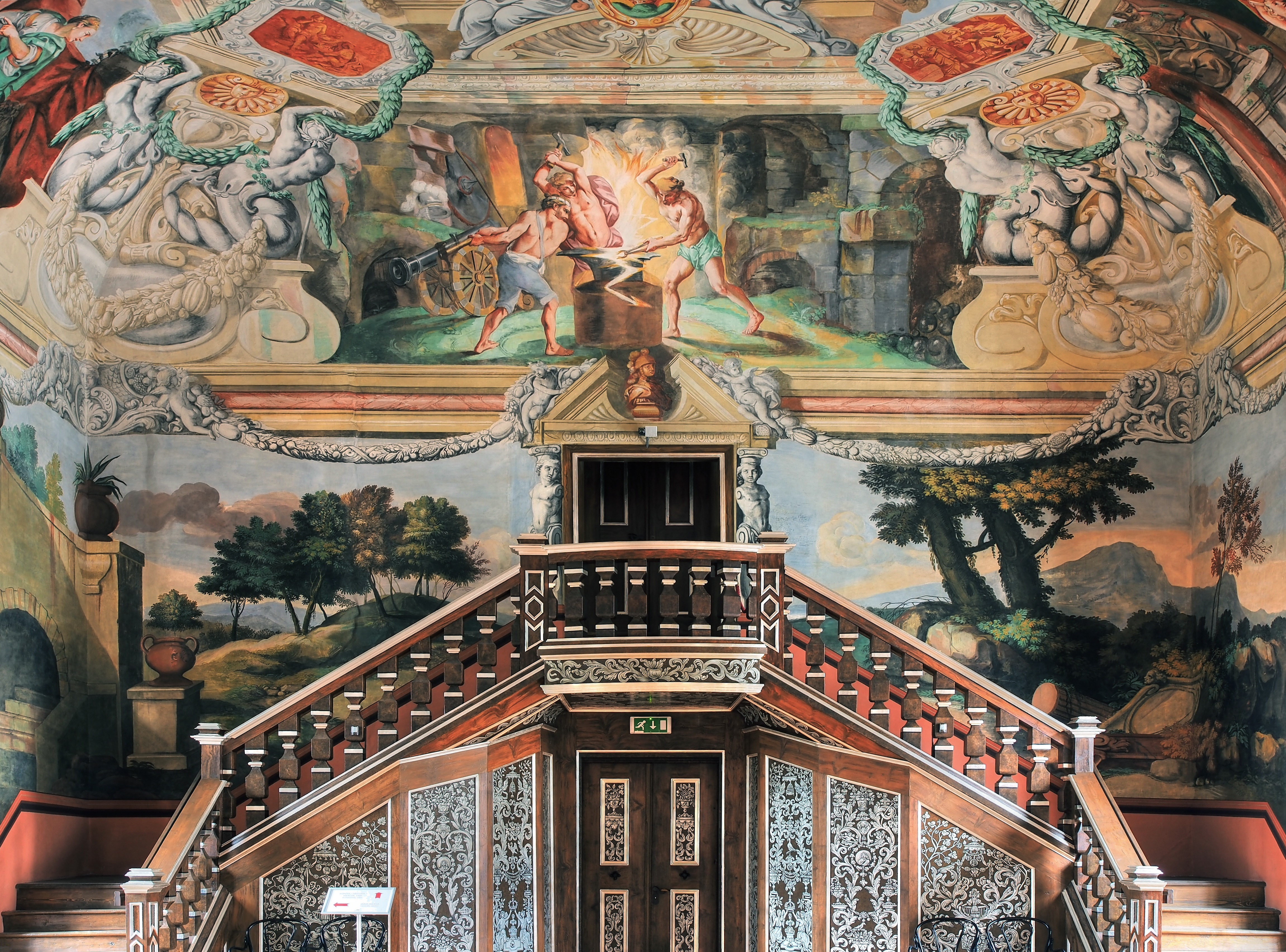
Severní stěna Rytířského sálu

Dřevěná pevnost stála na tomto místě již dlouho před rokem 1241, kdy bylo Brežice (tehdy známé jako Gradišče) poprvé zmíněno. První zmínka o castru pochází z roku 1249; předchůdce současného zámku byl pravděpodobně postaven koncem 12. století, kdy se Brežice stalo správním a hospodářským centrem majetků Salcburského arcibiskupství v Dolním Posáví. Kromě posádky zde sídlila také mincovna a soudní dvory. Zámek tehdy nesl německý název Rain, stejně jako okolní osada (také znamenající „říční břehy“).
V roce 1479 byla oblast Brežic zasažena válkou mezi císařem Fridrichem III. Habsburským a uherským králem Matyášem Korvínem. Královské jednotky dobyly zámek od Salcburského arcibiskupství a držely jej až do podepsání mírové smlouvy v roce 1491, kdy přešel pod vládu Habsburků.
Během velkého selského povstání v roce 1515 požádala místní kraňská šlechta o pomoc chorvatského bána, který vyslal jednotku vedenou rytířem Markem z Klisy. Cestou rytíř zajal asi 500 žen a dětí vzbouřených sedláků a prodal je do otroctví v chorvatském Přímoří. U Brežic se následně shromáždilo asi 900 sedláků, aby rytíře Marka zastavili. Ten před jejich příchodem vypálil město a stáhl se do zámku. Rozlícení vzbouřenci však pevnost dobyli, Marka i jeho doprovod zabili a zámek zapálili.

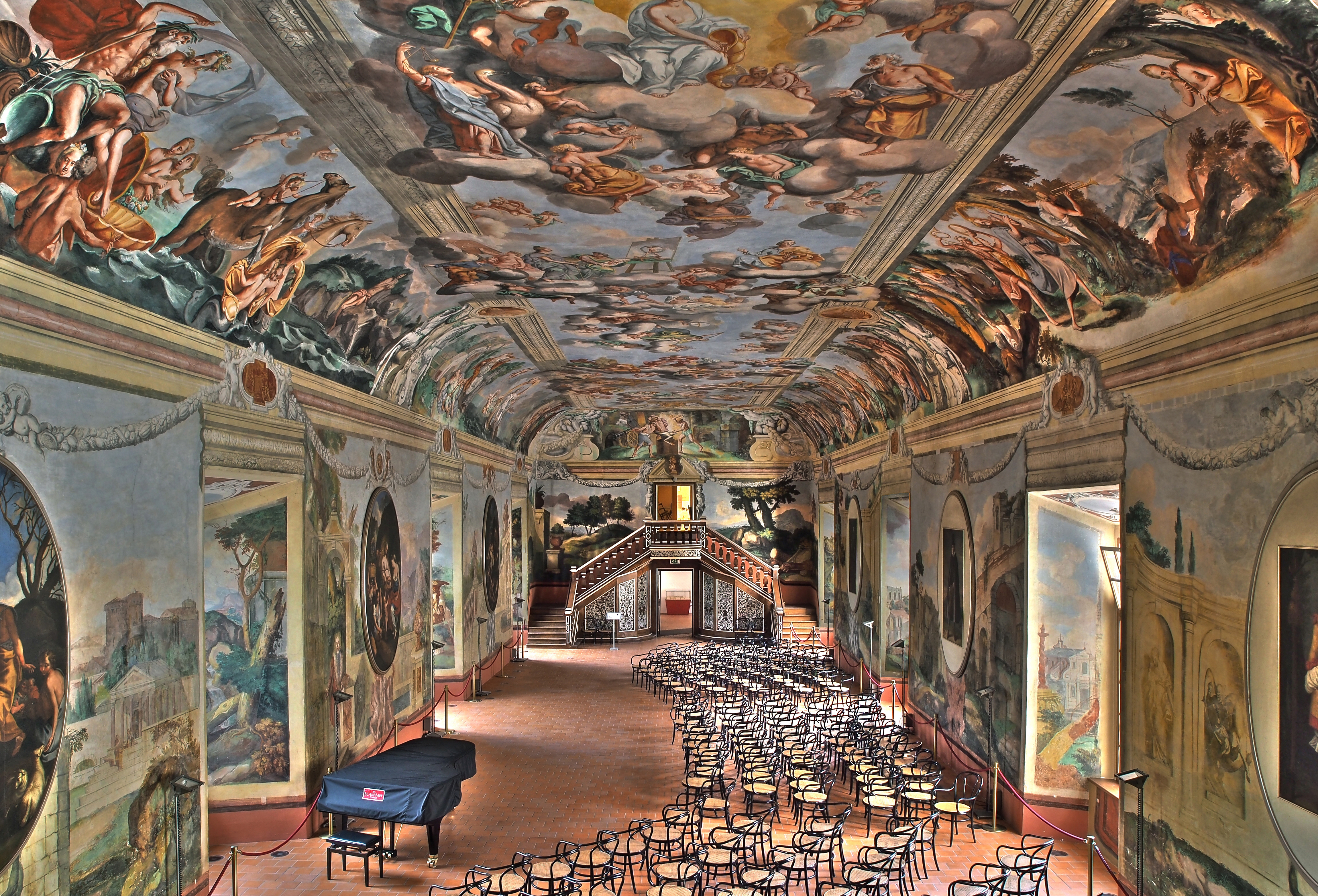
Rytířský sál

Zámek byl v rekonstrukci až do roku 1528, kdy znovu vyhořel. Kvůli narůstající intenzitě tureckých nájezdů zahájili Habsburkové rozsáhlý stavební program na opevnění pohraničí. Dne 22. ledna 1529 schválil císař Ferdinand I. finanční podporu ve výši 3 000 florinů na výstavbu nového zámku a opevnění města. Mezi lety 1530 a 1551 italští mistři stavitelé strhli ruiny starého zámku a postavili hlavní části současné stavby – čtyři obranné věže spojené dvojitými hradbami. Mezi architekty patřil Julio Dispatio z Merana a v letech 1554/55 na stavbě pracovali i významní renesanční stavitelé a bratři Andrea a Domenico del'Allio. Pamětní erbovní deska na fasádě uvádí, že práce byly dokončeny v roce 1590 za vlády šlechtice Franze Galla von Gallensteina.
Zámek přečkal nejen turecké nájezdy, ale byl také jedinou pevností v Dolním Posáví, která odolala dalšímu selskému povstání v roce 1573 vedenému Ilijou Gregoričem. Rohové věže byly vyzbrojeny třemi děly, což zabránilo nepřátelům v přiblížení.

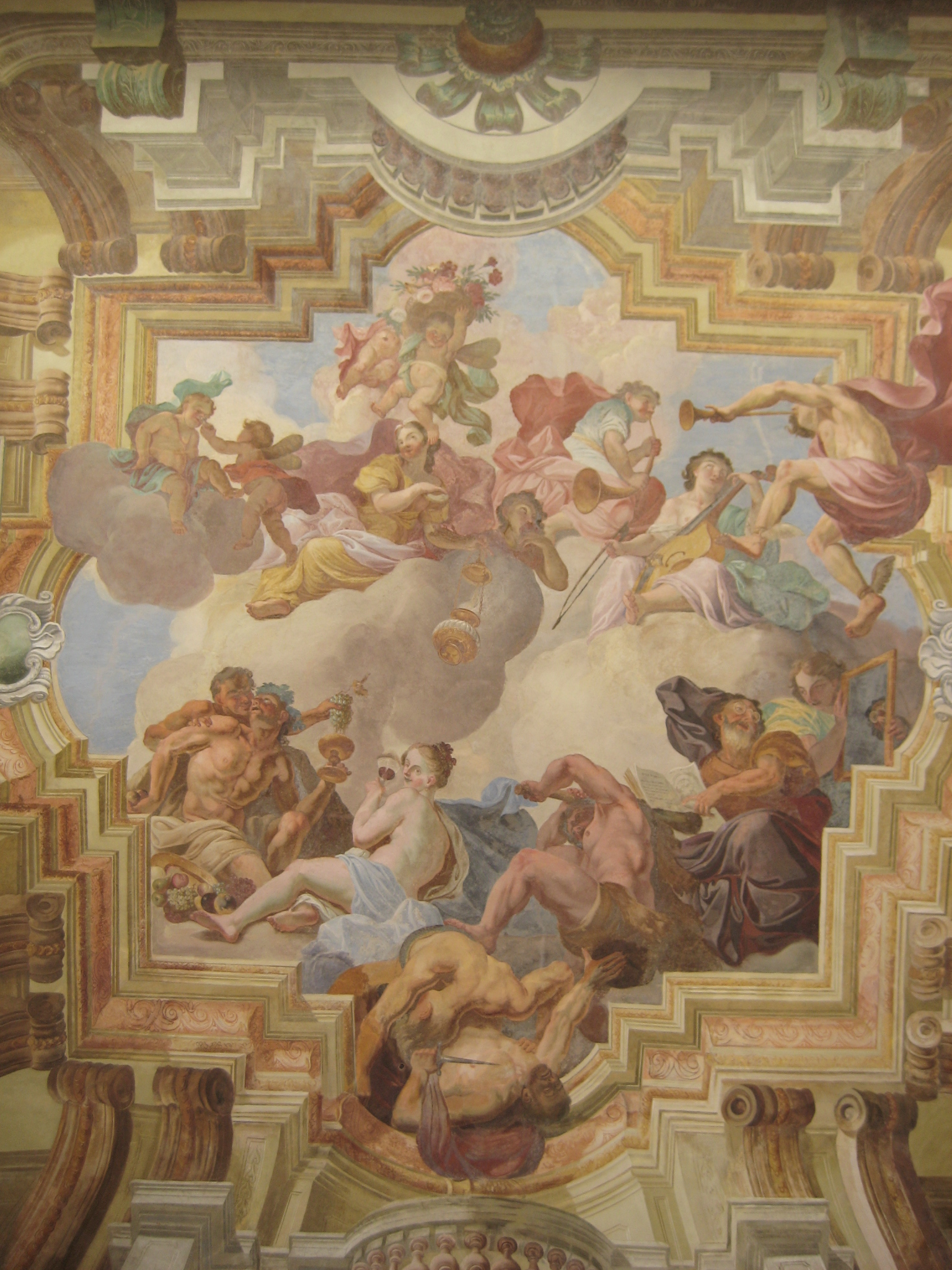
Stropní fresky ve velkém sále

V polovině 17. století přešel zámek z držení Gallensteinů do majetku chorvatského šlechtického rodu Frankopanů. Po smrti Julianny Frankopanové v roce 1694 jej její dědicové prodali hraběti Ignáci Mariovi Attemsovi, který zámek vybavil současnými interiéry, včetně rozsáhlých trompe-l'œil fresek. Na stěnách velkého sálu jsou vyobrazeny etapy vývoje architektury od antiky po renesanci a strop zdobí scény z řecké a římské mytologie.
Kromě zasypání příkopů byla pod jižním křídlem zámku vybudována terasa, která umožnila vytvoření sadů a zahrad. Kolem roku 1720 bylo západní křídlo přestavěno, přičemž byla postavena velká schodiště a kaple, jejichž stěny mezi lety 1715 a 1732 vyzdobil štýrský malíř Franc Ignac Flurer. Ve druhé polovině 18. století Attemsové nechali zámek přestřešit a věže dostaly mansardové střechy.
Zámek byl vážně poškozen při zemětřesení, které postihlo Brežice 29. ledna 1917 během první světové války – v té době sloužil velký sál jako vojenská nemocnice. Hrabata Attemsové vlastnila panství až do jeho zestátnění v roce 1945, což činilo celkem 251 let jejich vlády.

## Současnost
Bezprostředně po válce byl zámek rozdělen na byty pro 26 rodin. V roce 1949 se stal sídlem Muzea Dolního Posáví. Sbírky muzea byly založeny prvním ředitelem, Franjou Stiplovškem, který je přivezl z Krška (Aumannova sbírka). Později byly rozšířeny a rozděleny do archeologických, etnologických a historických expozic (poslední z nich se zaměřuje na selské povstání). Součástí muzea je také galerie zaměřená na zahraniční i domácí olejomalby.
Zámek je častým dějištěm kulturních akcí, včetně koncertů festivalu Brežice. Velký sál je také oblíbeným místem pro svatební obřady. Od roku 1946 se v zámeckém sklepě nachází vinárna Grajska klet.
Méně známým faktem je, že zámek – zejména malebný Rytířský sál – byl v období těsně před rozpadem Jugoslávie využíván jako natáčecí lokace pro řadu zahraničních filmů. Nejznámější z nich je Božská relikvie (1986) s Jackie Chanem, dále Tucet špinavců III: Smrtelná mise (1987) a Rosencrantz a Guildenstern jsou mrtvi (1990).
Zámek se nachází na jižním konci hlavní ulice města. Otevírací doba je ve všední dny od 8:00 do 14:30, v neděli a o svátcích od 10:00 do 14:00.

## Architektura

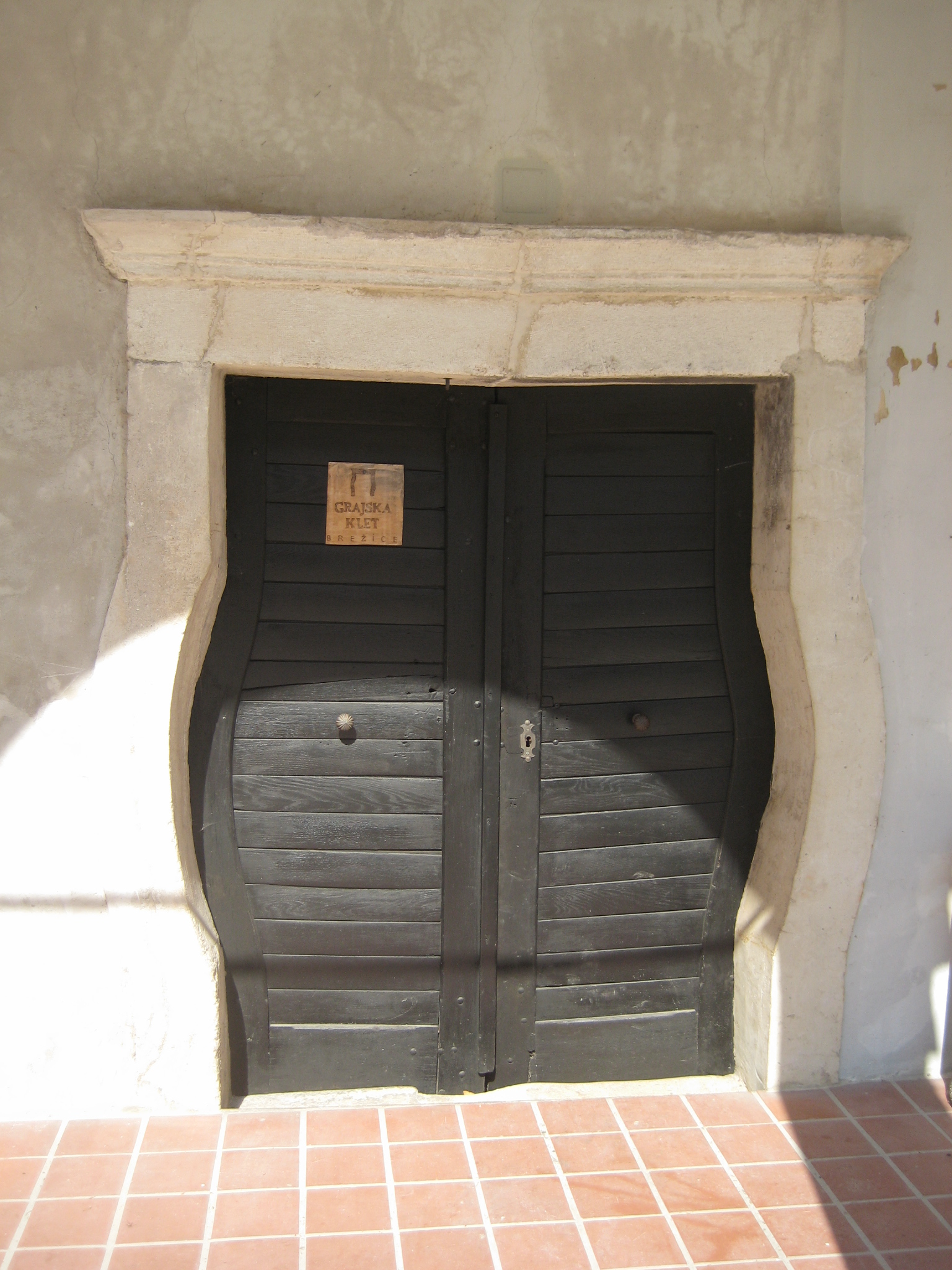
„Klenutý“ vchod

Zámek je vynikajícím příkladem renesanční pevnosti v nížinné oblasti a zachoval si svůj trapezoidní půdorys ze 16. století. Záznamy naznačují, že výstavba probíhala ve třech fázích:
- Mezi lety 1530 a 1550 byla vybudována základní pevnost se čtyřmi rohovými věžemi propojenými hradbami.
- Mezi lety 1567 a 1579 byly přistavěny východní a západní trakty.
- Konečně mezi lety 1586 a 1590 (případně 1601) byl dokončen severní trakt a vnitřní arkádové průchody.

Stavba má dvě patra a sklep vytesaný do skalního podloží. Zámek dříve obklopoval vodní příkop s padacím mostem, avšak v průběhu staletí, jak se tok řeky Sávy posunul, byl příkop zasypán. I když padací most již neexistuje, jeho řetězy zůstaly zachovány.
Charakteristický klenutý portál je symbolem zámecké vinárny Grajska klet.

## Galerie

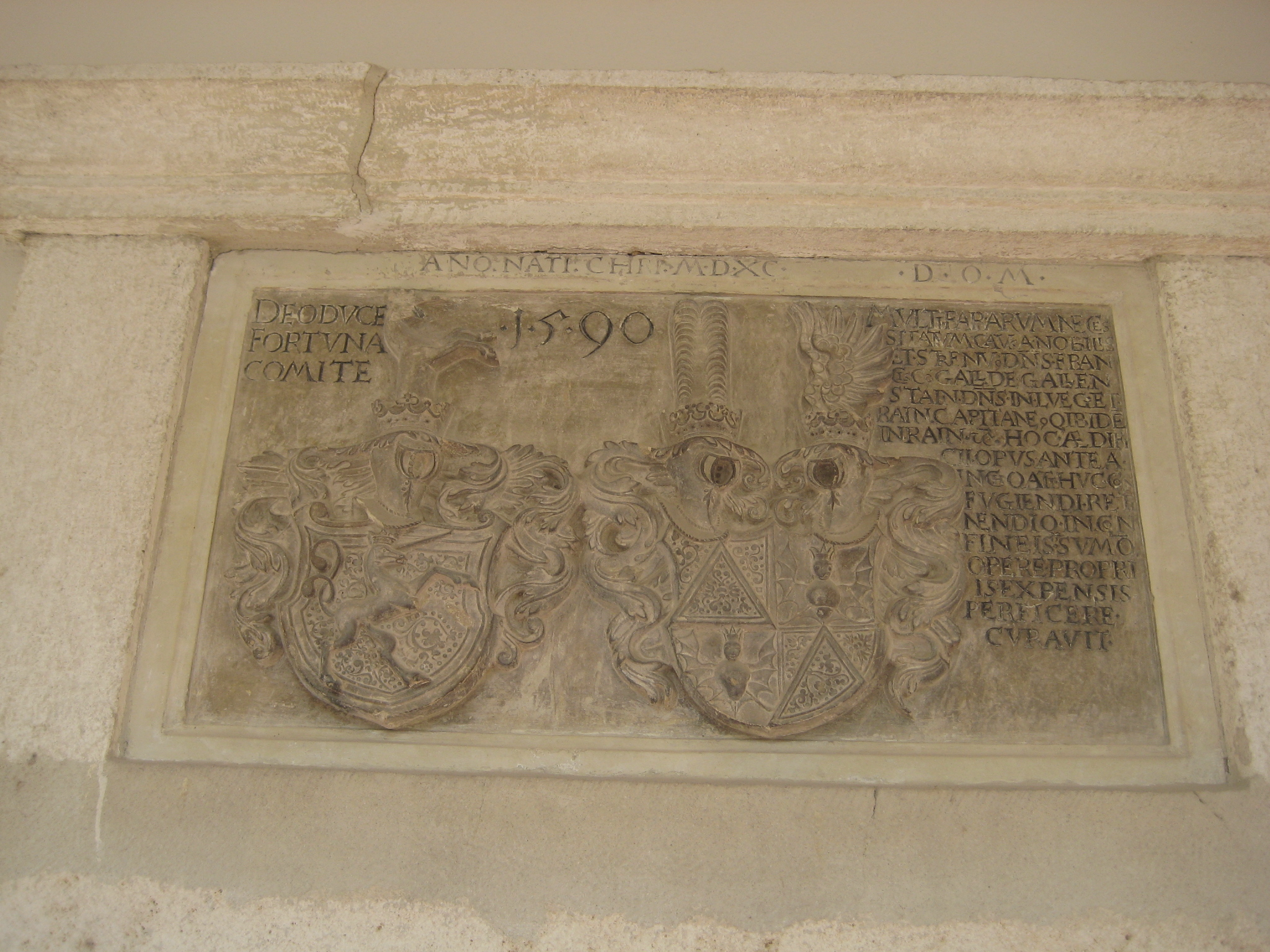
Erbovní stéla
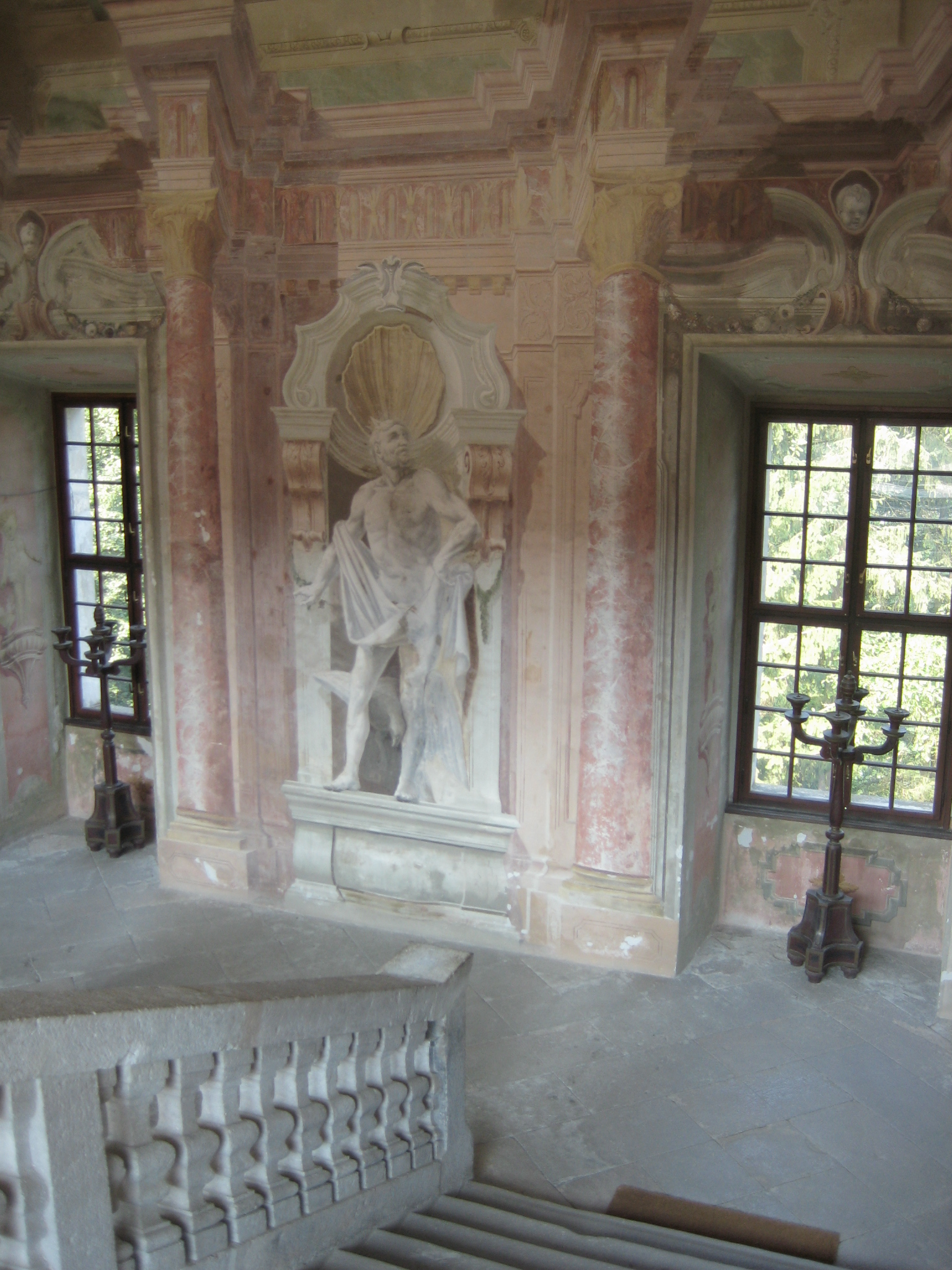
Trompe-l'œil freska u schodiště
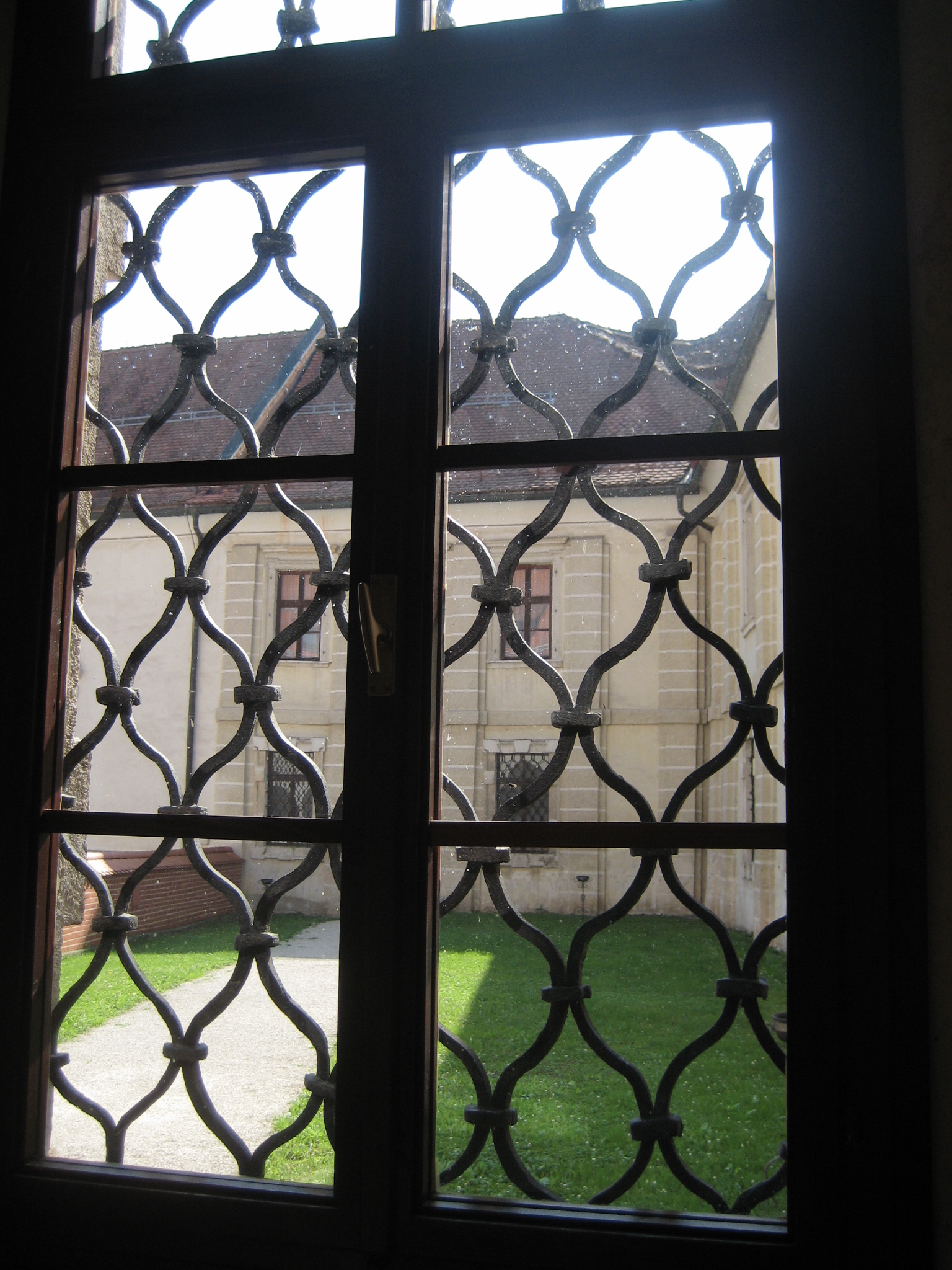
Okno
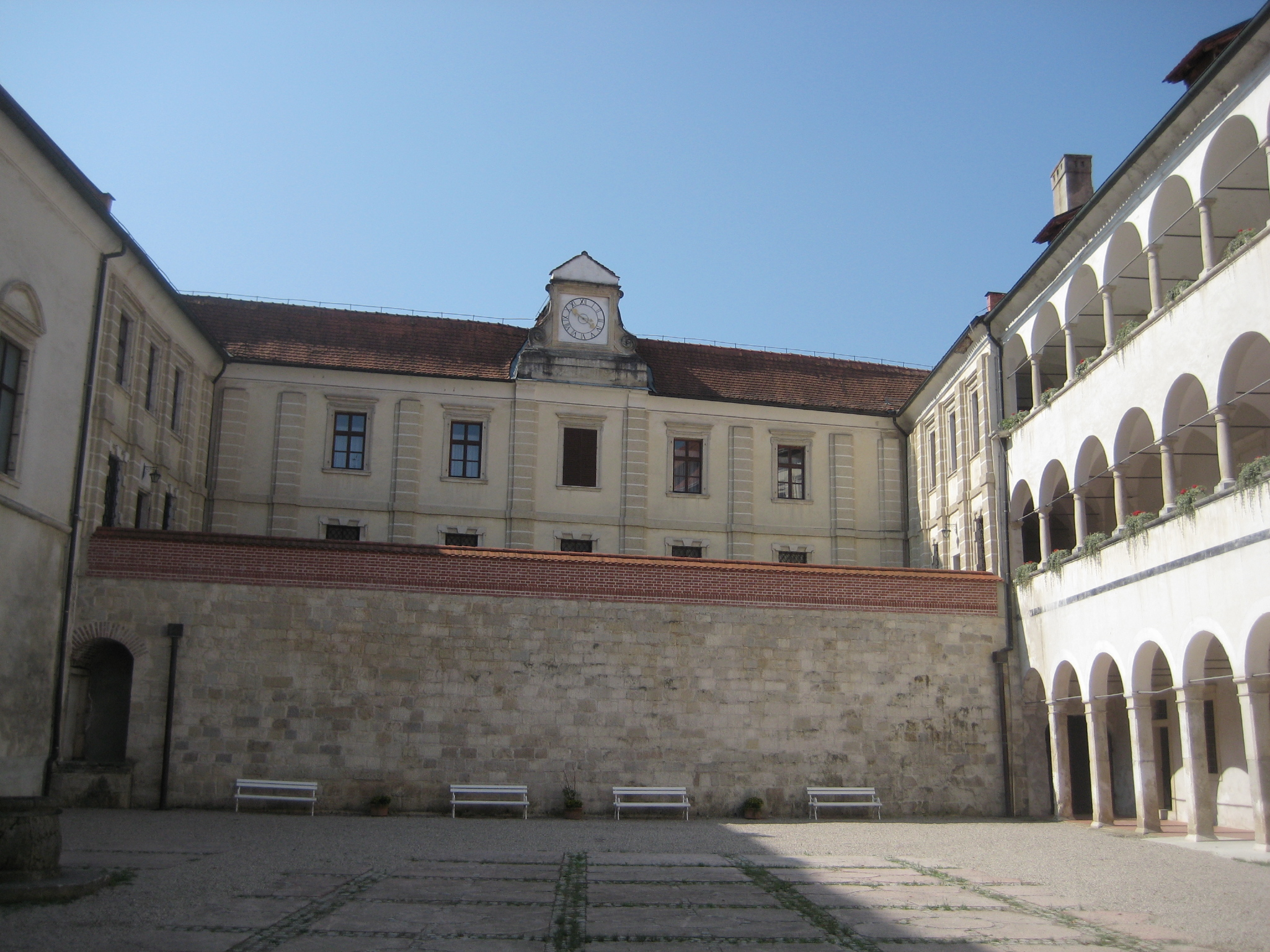
Vnitřní nádvoří